# Уильямс, Вирджиния
Вирджи́ния Уи́льямс (англ. Virginia Williams; 18 марта 1978, Мемфис, Теннесси, США) — американская актриса

 и кинопродюсер.

## Биография
Уильямс родилась в Мемфисе, штат Теннесси, и в 1995 году начала свою телекарьеру в дневной мыльной опере «Одна жизнь, чтобы жить». Начиная с двухтысячных, Уильямс перешла в прайм-тайм, где появилась в таких шоу как «Детектив Раш», «Сильное лекарство», «Менталист» и «Как я встретил вашу маму».

## Карьера
Уильямс сыграла главную роль в недолго просуществовавшем сериале Lifetime «Королевская бухта» в 2006 году. Большего успеха она добилась благодаря регулярной роли в сериале «Посредник Кейт», где снималась в 2011—2012 годах.

## Личная жизнь
С 31 декабря 2007 года Вирджиния замужем за продюсером Брэдфордом Брикеном. У супругов есть два сына — Брэдфорд «Форд» Пауэлл Брикен (род. 19.11.2015) и Бо Раш Брикен (род. 04.07.2017). До рождения первого сына Форда в ноябре 2015 года, Уильямс перенесла «множество» выкидышей.

## Избранная фильмография

### Телевидение
- Одна жизнь, чтобы жить (дневная мыльная опера, 1995—1996)
- Strangers with Candy (5 эпизодов, 2000)
- Как вращается мир (дневная мыльная опера, 2001—2002)
- Детектив Раш (1 эпизод, 2004)
- Сильное лекарство (1 эпизод, 2005)
- Моя жена и дети (2 эпизода, 2004—2005)
- Вероника Марс (1 эпизод, 2006)
- Королевская бухта (14 эпизодов, 2006)
- Два с половиной человека (1 эпизод, 2008)
- Обмани меня (1 эпизод, 2009)
- Давай ещё, Тед (1 эпизод, 2009)
- Правила совместной жизни (1 эпизод, 2010)
- Менталист (1 эпизод, 2010)
- Месть подружек невесты (телефильм, 2010)
- Как я встретил вашу маму (5 эпизодов, 2006—2013)
- Посредник Кейт (23 эпизода, 2011—2012)
- Доктор Эмили Оуэнс (1 эпизод, 2012)
- Морская полиция: Лос-Анджелес (1 эпизод, 2013)
- До смерти красива (3 эпизода, 2014)
- Молодые и голодные (1 эпизод, 2014)
- Очень плохая училка (3 эпизода, 2014)
- Руководство подруг к разводу (2014-)
- Зачарованные (2018)
- Почему женщины убивают / Why Women Kill (2019) — Грейс Берк

### Фильмы
- Вход и выход (1997)
- Медовый месяц с мамой (2006)
- Последнее желание (2006)
- Жилец (2009)
- 10 правил для тех, кто спит с кем попало (2013)
- Отбор (2013)